# Funiculaire du Mont Royal

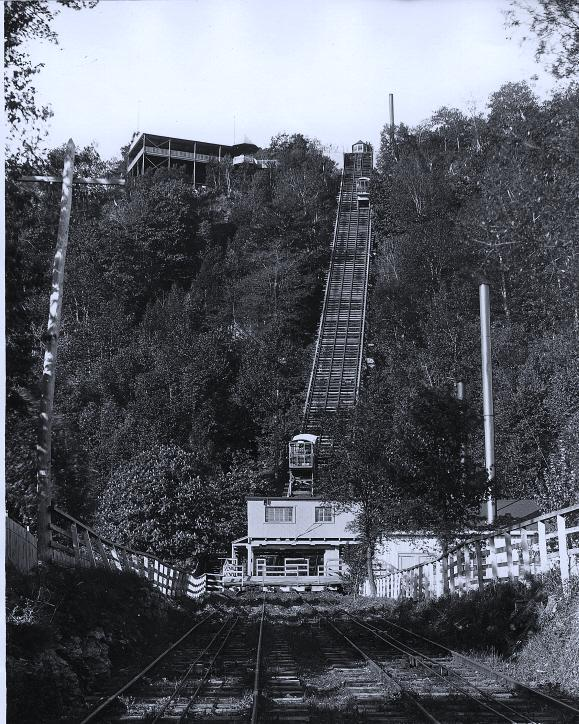
Die Standseilbahn um 1900

Der Funiculaire du Mont Royal (engl. Mount Royal Funicular) war eine Standseilbahn in Montreal, die auf den Mont Royal führte. Die Talstation befand sich an der Avenue Duluth, nahe dem George-Étienne-Cartier-Monument, die Bergstation bei einer Aussichtsterrasse in der Nähe des 233 Meter hoch gelegenen Gipfels.
1876 hatte Frederick Law Olmsted auf dem Montrealer Hausberg den Parc du Mont-Royal angelegt. Er hatte großen Wert darauf gelegt, dass der Park nur zu Fuß erreichbar sein müsse. Doch schon nach wenigen Jahren ergab sich die Nachfrage nach einem bequemeren Zugang. Schließlich wurde 1884 eine Standseilbahn errichtet. Dessen Antrieb erfolgte durch eine Dampfmaschine in der Talstation. Aus Sicherheitsgründen wurde die Standseilbahn 1918 stillgelegt und zwei Jahre später abgebrochen.